# Rudolf Nilius

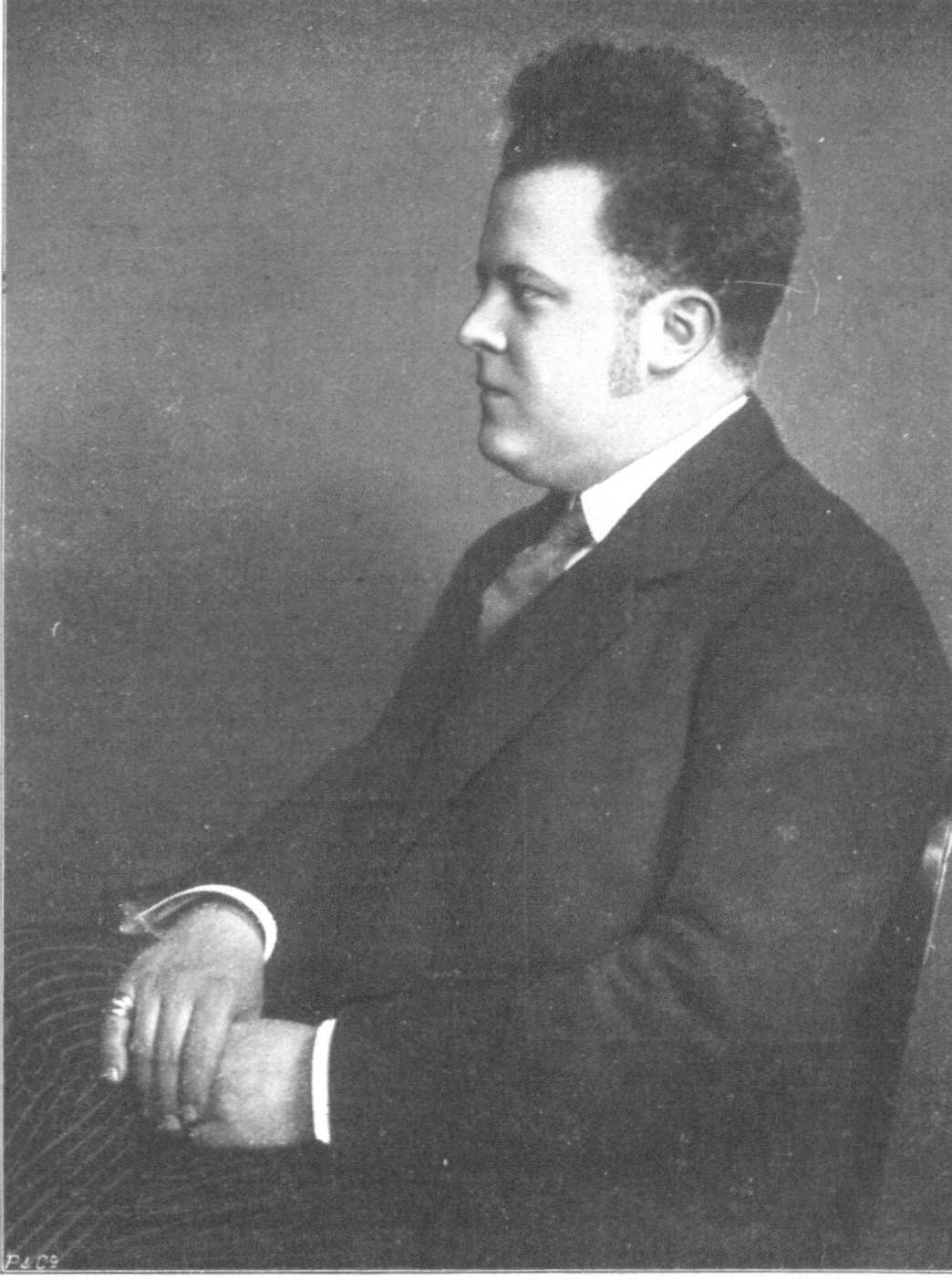
Nilius, 1913

Rudolf Nilius (* 23. März 1883 in Wien; † 31. Dezember 1962 in Bad Ischl) war ein österreichischer Dirigent und Komponist.
Nilius war zunächst Cellist, ab 1912 Dirigent und ab 1928 Direktor des Wiener Tonkünstler-Orchesters. Außerdem wirkte er als Dirigent des Singvereins der Gesellschaft der Musikfreunde in Wien und später der Wiener Oratorien-Vereinigung. 1921 gründete Nilius die Philharmonischen Kammerorchester-Konzerte. Er leitete die Kapellmeisterklasse am Neuen Wiener Konservatorium und unterrichtete ab 1921 an der Staatlichen Akademie der Tonkunst München.
Zu Nilius' Schülern zählten u. a. die Komponisten Filaret Barbu und Wilhelm Stärk, die Sängerin Hilde Konetzni und der Musikwissenschaftler Erwin Leuchter. Er komponierte Chor- und Orchesterwerke und Kirchenmusik.